# Wilhelm von Dobeneck
Wilhelm von Dobeneck († 1609) war ein deutscher Adliger mit Besitz in Wiesloch und Altwiesloch. In Aufzeichnungen der Familie von Dobeneck wird er auch der Rheinländer genannt, da Wiesloch in den Familienchroniken als Weißla am Rhein erscheint. Er war in der Zeit vor 1600 einige Jahre Stallmeister am kurpfälzischen Hof.

## Leben
Er entstammte der oberfränkischen Familie von Dobeneck. Was ihn wann in die Kurpfalz geführt hatte, ist unbekannt. Nach dem in den Akten als Entleibung des Helmstätters bezeichneten Mord an Hans Heinrich von Helmstatt 1581 ging dessen Witwe Anna von Nippenburg, die den Freihof in Wiesloch bewohnte, eine Verbindung mit Dobeneck ein. Er trat im Zusammenhang mit Wiesloch am 12. Mai 1583 erstmals urkundlich in Erscheinung, als er den Verkauf von Gütern der Maria von Frauenburg in Baiertal bezeugte. Maria war die Frau des inhaftierten Helmstatt-Mörders Hans Jörg von Frauenburg und musste aus wirtschaftlicher Not ihre Güter verkaufen. Am 14. Dezember 1583 ist Wilhelm von Dobeneck als Mitglied des Ritterkantons Kraichgau belegt und hatte daher seinen Wohnsitz wohl bereits in Wiesloch. 1585 wurde Anna von Nippenburg noch als Witwe bezeichnet, spätestens bis 1587 haben Wilhelm von Dobeneck und Anna von Nippenburg geheiratet.
Seine Güter in Wiesloch stammten überwiegend aus dem Besitz seiner Frau Anna, die diese wiederum von ihrem Vater Georg von Nippenburg ererbt hatte. Diese Güter umfassten neben dem Freihof den vierten Teil der Güter auf Gemarkung von Altwiesloch sowie Zins und Fron in Baiertal. Einige 1584 ererbte Güter in Oberfranken (Naila, Marlesreuth und Göpfersgrün) hat Wilhelm größtenteils 1590 verkauft.
Das Paar bewohnte den Freihof in Wiesloch, wo wohl auch der Sohn Jörg Philipp und die Tochter Margarethe geboren wurden.
1591 zählte Wilhelm von Dobeneck zu der Gruppe von Männern, die mit Pfalzgraf Johann Casimir über die Versorgung der letzten Äbtissin Margaretha von Neipperg nach Auflösung des Klosters Seebach verhandelten.
1595 beabsichtigte Wilhelm den Kauf des Ritterguts Reuth aus dem Besitz der Trautenberger. Ein Kaufvertrag mit dem verschuldeten Wolf Christoph von Trautenberg über 28.000 Gulden wurde geschlossen, aber nie vollzogen. Die Streitigkeiten über einen Schadenersatz wegen des geplatzten Verkaufs zogen sich längere Zeit hin.
Bald nach der Errichtung des Marstalls in Heidelberg 1590 ist Wilhelm von Dobeneck ab 1595 als kurpfälzischer Stallmeister belegt. Obwohl hoher Hofbeamter, urteilte die kurpfälzische Regierung gegen Wilhelm und verurteilte ihn zur Zahlung eines Schadenersatzes in Höhe von 2.000 Gulden an die Trautenberger. Da er dies verweigerte, wurden einige seiner Güter in Altwiesloch gepfändet und an die Vormünder eines Trautenberg-Erben übertragen. Wilhelm war unterdessen mit dem kurpfälzischen Hofstaat für einige Zeit in Amberg. Er übte das Stallmeisteramt mindestens bis 1597 aus, im Jahr 1600 wird schon ein Amtsnachfolger genannt.
Im Jahr 1600 übernahm Wilhelm die Vormundschaft für die Nachkommen des verstorbenen Hans Georg Schenk von Winterstetten, die zwar einen Anteil an Altwiesloch, aber auch die Schulden ihres Vaters geerbt hatten. Er veräußerte den winterstettischen Anteil an Altwiesloch für 9000 Gulden und konnte damit die Schulden der winterstettischen Kinder abbauen, gleichwohl musste er sich für diesen Verkauf 1605/06 vor dem Kammergericht des Ritterkantons Kraichgau verantworten. Die Vormundschaft endete 1608.
Am 17. Februar 1609 erscheint Wilhelm von Dobeneck letztmals lebend in den Urkunden, noch im Verlauf des Jahres 1609 wurde Anna von Nippenburg wieder als Witwe bezeichnet.
Sein Besitz blieb vorerst in der Hand der Witwe Anna von Nippenburg und ging mit dessen Volljährigkeit 1612 auf den Sohn Jörg Philipp über. Von diesem sind nur wenige Urkunden bekannt, er ist entweder verzogen oder früh verstorben. Den Freihof hat er spätestens 1616 an die Familie Scheibel verkauft. Wilhelms Witwe Anna erwarb 1615 die Altwieslocher Mühle und nahm diese als Witwensitz. Die Mühle kam danach als Erbe an die Tochter Margarethe von Dobeneck, die um 1614 Philipp Burkhard Lyher von Talheim und nach dessen Tod in zweiter Ehe 1642 Johann Ludwig Schöner von Straubenhardt heiratete. Sie überlebte auch ihren zweiten Gatten und begünstigte in ihrem Testament den Deutschordensritter Augustin Oswald von Lichtenstein.